# Dalibor
Dalibor és una òpera en tres actes de Bedřich Smetana, amb llibret de Josef Wenzig, en alemany i traducció al txec d'Ervin Špindler. S'estrenà al Teatre Novomestské de Praga el 16 de maig de 1868. A Catalunya es va estrenar al Liceu de Barcelona el 4 de gener de 1972.
Smetana va ser el fundador de la moderna música txeca en la qual va saber crear una simbiosi del classicisme amb el romanticisme europeu, romanent profundament autòcton.

## Argument
- Temps: segle XV
- Lloc : Praga

### Acte I
Dalibor, un cavaller txec, és jutjat davant el rei per haver matat al burgrave de Ploškovice en venjança per l'execució del seu amic Zdenek. En el judici, el rei fa una crida a la germana del burgrave, Milada, que exigeix la seva execució. La multitud dona suport a Dalibor. Després que Dalibor expliqui la captura i assassinat del seu amic, el tribunal redueix la seva sentència de mort a cadena perpètua. Milada s'adona que, dolorosament, s'està enamorant de Dalibor, i en connivència amb Jitka, un orfe amic del cavaller, es proposa allibera-ho.

### Acte II
Milada entra a la presó disfressada com un noi i comença a parlar amb Benes, carceller de Dalibor. Aconsegueix convèncer a Benes que la deixi entrar al calabós a saludar Dalibor. El cavaller la rep amb goig i, en un duo apassionat, canten el seu amor.

### Acte III
Dalibor i Milada conspiren per a subornar Benes, però el carceller informa al rei de l'intent de fugida de Dalibor. Seguint el suggeriment del seu Consell, el rei ordena la mort de Dalibor. Milada, esperant fora de la presó, sent el toc de la campana que indica l'execució de Dalibor. Acompanyada dels seus seguidors, Milada entra al castell i rescata Dalibor, però resulta greument ferida i mor en braços de Dalibor. Dalibor s'apunyala a si mateix i s'uneix en la mort a la seva estimada. Un final alternatiu fa que Dalibor sigui executat abans del rescat de Milada.

## Rols
| Rol                                          | Veu     | Estrena, 16 de maig de 1868 (Director: –) |
| -------------------------------------------- | ------- | ----------------------------------------- |
| Vladislau, Rei de Bohèmia                    | baríton | Jos. Lev                                  |
| Dalibor, un cavaller                         | tenor   | I. L. Lukes                               |
| Budivoj, Comandant de la guàrdia del castell | baríton | Voj. Šebesta                              |
| Beneš, el carceller                          | baix    | Jos. Paleĉek                              |
| Vítek, un mercenari de Dalibor               | tenor   | J. Barcal                                 |
| Milada, germana del burgrave de Ploškovice   | soprano | Em. Benevic-Miková                        |
| Jitka, una donzella                          | soprano | Eleanora Ehrenbergů                       |
| Un dels jutges                               | baix    |                                           |
| Poble, jutges, mercenaris, cor               |         |                                           |